# Santoire
A Santoire folyó Franciaország területén a Rhue bal oldali mellékfolyója.

## Földrajzi adatok
A Francia-középhegységben ered és Saint-Saturnin közelében torkollik a Rhue-be. Hossza 41 km.

## Megyék és helységek a folyó mentén
- Cantal: Lavigerie, Dienne, Ségur-les-Villas, Saint-Bonnet-de-Condat, Condat, Saint-Saturnin